# 小裂叶荆芥
小裂叶荆芥（学名：Schizonepeta annua）为唇形科裂叶荆芥属下的一个种。

## 扩展阅读
維基物種上的相關：小裂叶荆芥